# Football Club Tofaga
Football Club Tofaga es un equipo de fútbol de Vaitupu que fue fundado en 1980. A pesar de nunca haber ganado la División-A, posee seis trofeos de la Copa Independencia, cinco de la Copa NBT, tres en los Juegos de Tuvalu y uno en la Copa Navidad. Su escuadra alternativa, el Tofaga B ganó la División-B en cuatro ocasiones.

## Palmarés

### Equipo titular
- Copa Independencia (6): 1998, 2006, 2010, 2012, 2013, 2015.
- Copa NBT (5): 2006, 2007, 2008, 2011, 2012
- Juegos de Tuvalu (3): 2010, 2012, 2013.
- Copa Navidad (1): 2010.

### Plantel alternativo
- División-B (4): 2006, 2009, 2011 y 2013.

## Galería

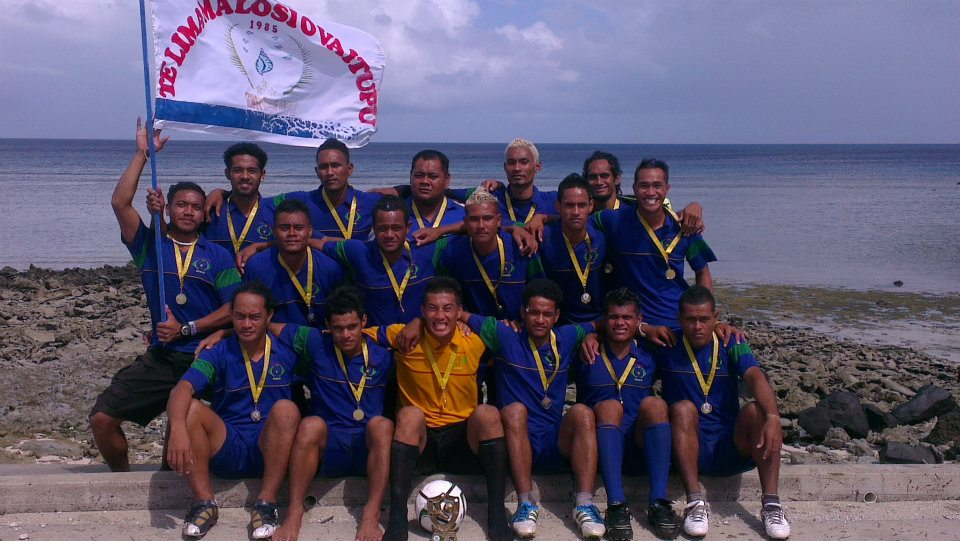
Plantel campeón de los Juegos de Tuvalu 2012.
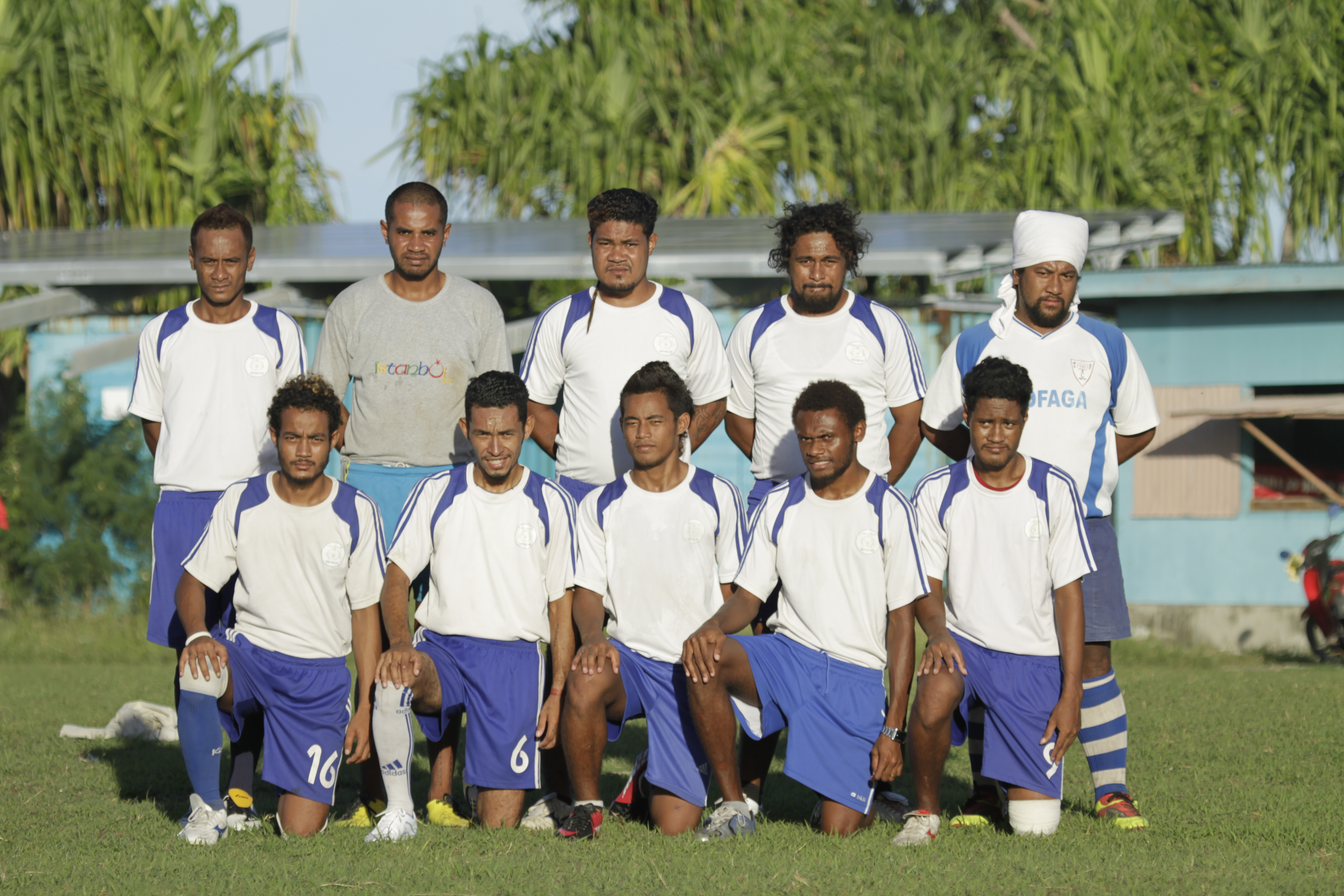
Tofaga B de 2012.
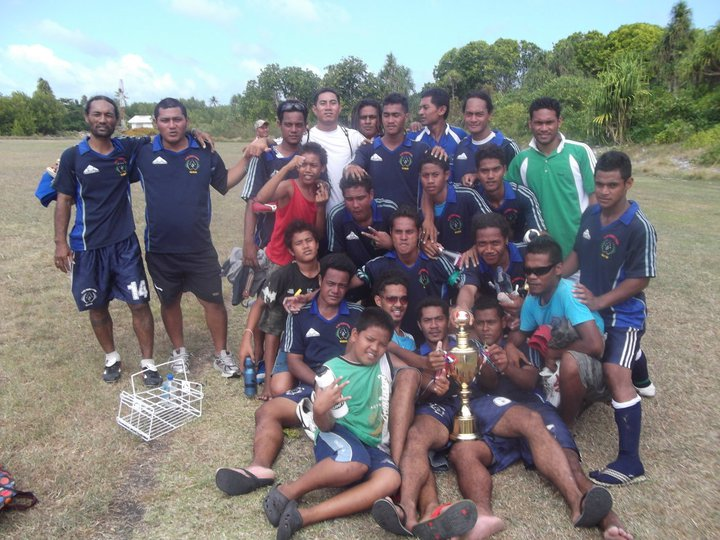
Los jugadores celebrando siendo campeones de la Copa Navidad 2010.